# ویسنته دی پائولا نیتو
ویسنته دی پائولا نیتو (به پرتغالی: Vicente de Paula Neto) مهاجم اهل برزیل است که در شهر سالوادور و در تاریخ ۱۰ سپتامبر ۱۹۷۹ به دنیا آمده‌است.
ویسنته دی پائولا نیتو در تیم‌های فوتبال AA Flamengo سابقهٔ حضور دارد.